# Комин (Загребачка)
Ко́мин (хорв. Komin) — деревня в жупании Загребачка, муниципалитет Свети-Иван-Зелина, Хорватия.

## Географическое положение
Деревня расположена в 5,5 километрах к северо-востоку от Свети-Иван-Зелина и в 32 километрах к северо-востоку от Загреба. Высота над уровнем моря — 131 метр. Площадь — 2,03 км².

## Население
Согласно данным переписи населения 2011 года в деревне проживали 250 человек, из них 133 женщины и 117 мужчин
Динамика численности населения деревни Комин по данным Хорватского бюро статистики:
| 1857 | 1869  | 1880  | 1890  | 1900  | 1910  | 1921  | 1931  | 1948  | 1953  | 1961  | 1971  | 1981  | 1991  | 2001  | 2011  |
| ---- | ----- | ----- | ----- | ----- | ----- | ----- | ----- | ----- | ----- | ----- | ----- | ----- | ----- | ----- | ----- |
| 138  | ↗ 163 | ↗ 190 | ↗ 222 | ↗ 251 | ↗ 279 | ↘ 274 | ↗ 282 | ↗ 306 | ↘ 299 | ↗ 310 | ↘ 281 | ↘ 249 | ↗ 267 | ↘ 261 | ↘ 250 |

Распределение населения Комина по возрастным группам в 2011 году:
| Возраст, лет | Число жителей |
| ------------ | ------------- |
| 0 — 9        | 16            |
| 10 — 19      | 29            |
| 20 — 29      | 44            |
| 30 — 39      | 20            |
| 40 — 49      | 42            |
| 50 — 59      | 42            |
| 60 — 69      | 20            |
| 70 — 79      | 30            |
| ≥ 80         | 7             |

## История
У деревни Комин были найдены остатки древне-римской культуры (гробницы, монеты, ювелирные изделия), и есть предположение, что на его месте находилось древнеримское поселение Пирри.